# Konstantin Nikolajevitj af Rusland
Konstantin Nikolajevitj (russisk: Константин Николаевич, tr. Konstantin Nikolajevitj; født 21. september 1827, død 25. januar 1892) var en russisk storfyrste, der var den næstældste søn af kejser Nikolaj 1. af Rusland. Han tilhørte huset Holsten-Gottorp-Romanov.
Konstantin var admiral i den russiske flåde, deltog i arbejdet med livegenskabets afskaffelse og var vicekonge i Polen fra 1862 til 1864.